# Караган
Карага́н (рос. Караган) — село у складі Солтонського району Алтайського краю, Росія. Входить до складу Солтонської сільської ради.

## Населення
Населення — 154 особи (2010; 245 у 2002).
Національний склад (станом на 2002 рік):
- росіяни — 90 %